# ATP Tour World Championships 1993
De ATP Tour World Championships 1993 werd voor de vierde keer in het Duitse Frankfurt gehouden. Het toernooi werd van 16 tot 21 november 1993 in de Festhalle Frankfurt op tapijtbanen gespeeld. Het deelnemersveld bestond uit de beste acht spelers op de ATP Rankings.

## Enkelspel

### Deelnemers
De acht geplaatste spelers:
| Ranking | Speler           | Prestatie    |
| ------- | ---------------- | ------------ |
| 1.      | Pete Sampras     | Runner-up    |
| 2.      | Jim Courier      | Round Robin  |
| 3.      | Michael Stich    | Winnaar      |
| 4.      | Sergi Bruguera   | Round Robin  |
| 5.      | Stefan Edberg    | Round Robin  |
| 6.      | Andrej Medvedev  | Halve finale |
| 7.      | Michael Chang    | Round Robin  |
| 8.      | Goran Ivanišević | Halve finale |

### Groepsfase
De eindstand in de groepsfase wordt bepaald door achtereenvolgend te kijken naar eerst het aantal overwinningen in combinatie met het aantal wedstrijden. Mochten er dan twee spelers gelijk staan wordt er naar het onderling resultaat gekeken. Mocht het aantal overwinningen en wedstrijden bij drie of vier spelers gelijk wordt er gekeken naar het percentage gewonnen sets en eventueel gewonnen games. Als er dan nog steeds geen ranglijst opgemaakt kan worden dan beslist de wedstrijdcommissie.

#### Arthur Ashe Groep
|                |                  | Uitslag             |
| -------------- | ---------------- | ------------------- |
| Sergi Bruguera | Stefan Edberg    | 2-6, 4-6            |
| Pete Sampras   | Goran Ivanišević | 6-3, 4-6, 6-2       |
| Sergi Bruguera | Goran Ivanišević | 4-6, 6-7(4)         |
| Pete Sampras   | Stefan Edberg    | 6-3, 7-6(3)         |
| Stefan Edberg  | Goran Ivanišević | 6-7(3), 7-6(5), 3-6 |
| Pete Sampras   | Sergi Bruguera   | 6-3, 1-6, 6-3       |

| Nr. | Speler           | Wedstrijd W - V | Sets W - V | Games W - V |
| --- | ---------------- | --------------- | ---------- | ----------- |
| 1   | Pete Sampras     | 3-0             | 6-2        | 42-32       |
| 2   | Goran Ivanišević | 2-1             | 5-4        | 43-42       |
| 3   | Stefan Edberg    | 1-2             | 3-4        | 37-38       |
| 4   | Sergi Bruguera   | 0-3             | 1-6        | 28-38       |

#### Stan Smith Groep
|                 |                 | Uitslag          |
| --------------- | --------------- | ---------------- |
| Jim Courier     | Michael Chang   | 4-6, 0-6         |
| Michael Stich   | Andrej Medvedev | 6-3, 6-4         |
| Michael Stich   | Michael Chang   | 4-6, 7-6(3), 6-2 |
| Jim Courier     | Andrej Medvedev | 3-6, 6-1, 6-7(4) |
| Jim Courier     | Michael Stich   | 5-7, 4-6         |
| Andrej Medvedev | Michael Chang   | 2-6, 6-4, 6-2    |

| Nr. | Speler          | Wedstrijd W - V | Sets W - V | Games W - V |
| --- | --------------- | --------------- | ---------- | ----------- |
| 1   | Michael Stich   | 3-0             | 6-1        | 42-30       |
| 2   | Andrej Medvedev | 2-1             | 4-4        | 35-39       |
| 3   | Michael Chang   | 1-2             | 4-4        | 36-35       |
| 4   | Jim Courier     | 0-3             | 1-6        | 28-39       |

### Knock-outfase
|  | Halve finale | Halve finale     | Halve finale  | Halve finale | Halve finale |   |              | Finale        | Finale | Finale | Finale | Finale | Finale | Finale |
|  |              |                  |               |              |              |   |              |               |        |        |        |        |        |        |
|  | 1            | Pete Sampras     | 6             | 6            |              |   |              |               |        |        |        |        |        |        |
|  | 6            | Andrej Medvedev  | 3             | 0            |              |   |              |               |        |        |        |        |        |        |
|  | 6            | Andrej Medvedev  | 3             | 0            |              | 1 | Pete Sampras | 63            | 6      | 67     | 2      |        |        |        |
|  |              |                  |               |              |              | 1 | Pete Sampras | 63            | 6      | 67     | 2      |        |        |        |
|  |              | 3                | Michael Stich | 7            | 2            | 7 | 6            |               |        |        |        |        |        |        |
|  | 3            | 3                | Michael Stich | 7            | 2            | 7 | 6            | Michael Stich | 7      | 7      |        |        |        |        |
|  | 3            |                  |               |              |              |   |              | Michael Stich | 7      | 7      |        |        |        |        |
|  | 8            | Goran Ivanišević | 62            | 610          |              |   |              |               |        |        |        |        |        |        |

## Dubbelspel
Het ATP Tour World Championships 1993 dubbelspeltoernooi vond plaats in Johannesburg . Het toernooi werd van 24 tot 28 november 1993 in de Standard Bank Arena op hardcourtbanen gespeeld. Het deelnemersveld bestond uit de beste acht dubbels op de ATP Rankings.
De acht geplaatste dubbels + vervangers:

### Deelnemers
| Ranking | Spelers                         | Prestatie    |
| ------- | ------------------------------- | ------------ |
| 1.      | Grant Connell Patrick Galbraith | Halve finale |
| 2.      | Todd Woodbridge Mark Woodforde  | Runners-up   |
| 3.      | Jacco Eltingh Paul Haarhuis     | Winnaars     |
| 4.      | Luke Jensen Murphy Jensen       | Round Robin  |
| 5.      | Tom Nijssen Cyril Suk           | Round Robin  |
| 6.      | David Adams Andrej Olchovski    | Halve finale |
| 7.      | Mark Kratzmann Wally Masur      | Round Robin  |
| 8.      | Sergio Casal Emilio Sánchez     | Round Robin  |
| 9.      | Ken Flach Rick Leach            | Round Robin  |

### Groepsfase
De eindstand in de groepsfase wordt bepaald door achtereenvolgend te kijken naar eerst het aantal overwinningen in combinatie met het aantal wedstrijden. Mochten er dan twee koppels gelijk staan wordt er naar het onderling resultaat gekeken. Mocht het aantal overwinningen en wedstrijden bij drie of vier koppels gelijk wordt er gekeken naar het percentage gewonnen sets en eventueel gewonnen games. Als er dan nog steeds geen ranglijst opgemaakt kan worden dan beslist de wedstrijdcommissie.

#### Hewitt-McMillan Groep
|                                 |                              | Uitslag          |
| ------------------------------- | ---------------------------- | ---------------- |
| Grant Connell Patrick Galbraith | Mark Kratzmann Wally Masur   | 6–4, 6–4         |
| Luke Jensen Murphy Jensen       | David Adams Andrej Olchovski | 3–6, 4–6         |
| Luke Jensen Murphy Jensen       | Mark Kratzmann Wally Masur   | 6–7(5), 7–5, 2–6 |
| Grant Connell Patrick Galbraith | David Adams Andrej Olchovski | 3–6, 6–3, 3–6    |
| Grant Connell Patrick Galbraith | Ken Flach Rick Leach         | 7–6(0), 6-3      |
| David Adams Andrej Olchovski    | Mark Kratzmann Wally Masur   | 7–6(5), 7–6(8)   |

| Nr. | Speler                          | Wedstrijd W - V | Sets W - V | Games W - V |
| --- | ------------------------------- | --------------- | ---------- | ----------- |
| 1   | David Adams Andrej Olchovski    | 3-0             | 6-1        | 41-31       |
| 2   | Grant Connell Patrick Galbraith | 2-1             | 5-2        | 37-32       |
| 3   | Mark Kratzmann Wally Masur      | 1-2             | 2-5        | 38-41       |
| 4   | Luke Jensen Murphy Jensen       | 0-2             | 1-4        | 22-30       |
| 5   | Ken Flach Rick Leach            | 0-1             | 0-2        | 9-13        |

- Ken Flach en Rick Leach vervingen de geblesseerd afgehaakte Luke en Murphy Jensen na de 2e dubbelpartij.

#### Forbes-Segal Groep
|                                |                             | Uitslag             |
| ------------------------------ | --------------------------- | ------------------- |
| Jacco Eltingh Paul Haarhuis    | Sergio Casal Emilio Sánchez | 6–2, 6–4            |
| Todd Woodbridge Mark Woodforde | Tom Nijssen Cyril Suk       | 6–7(5), 6–3, 6–2    |
| Todd Woodbridge Mark Woodforde | Jacco Eltingh Paul Haarhuis | 3–6, 4–6            |
| Tom Nijssen Cyril Suk          | Sergio Casal Emilio Sánchez | 3–6, 7–6(5), 6–7(3) |
| Jacco Eltingh Paul Haarhuis    | Tom Nijssen Cyril Suk       | 6–3, 6–7(8), 6–1    |
| Todd Woodbridge Mark Woodforde | Sergio Casal Emilio Sánchez | 6–3, 6–3            |

| Nr. | Speler                         | Wedstrijd W - V | Sets W - V | Games W - V |
| --- | ------------------------------ | --------------- | ---------- | ----------- |
| 1   | Jacco Eltingh Paul Haarhuis    | 3-0             | 6-1        | 42-24       |
| 2   | Todd Woodbridge Mark Woodforde | 2-1             | 4-3        | 37-30       |
| 3   | Sergio Casal Emilio Sánchez    | 1-2             | 2-5        | 31-40       |
| 4   | Tom Nijssen Cyril Suk          | 0-3             | 3-6        | 39-55       |

### Knock-outfase
|  | Halve finale | Halve finale                    | Halve finale                   | Halve finale | Halve finale |   |                              | Finale                      | Finale | Finale | Finale | Finale | Finale | Finale |
|  |              |                                 |                                |              |              |   |                              |                             |        |        |        |        |        |        |
|  | 3            | Jacco Eltingh Paul Haarhuis     | 4                              | 7            | 7            |   |                              |                             |        |        |        |        |        |        |
|  | 1            | Grant Connell Patrick Galbraith | 6                              | 65           | 5            |   |                              |                             |        |        |        |        |        |        |
|  | 1            | Grant Connell Patrick Galbraith | 6                              | 65           | 5            |   | 3                            | Jacco Eltingh Paul Haarhuis | 7      | 7      | 6      |        |        |        |
|  |              |                                 |                                |              |              |   | 3                            | Jacco Eltingh Paul Haarhuis | 7      | 7      | 6      |        |        |        |
|  |              | 2                               | Todd Woodbridge Mark Woodforde | 64           | 65           | 4 |                              |                             |        |        |        |        |        |        |
|  | 6            | 2                               | Todd Woodbridge Mark Woodforde | 64           | 65           | 4 | David Adams Andrej Olchovski | 2                           | 5      |        |        |        |        |        |
|  | 6            |                                 |                                |              |              |   | David Adams Andrej Olchovski | 2                           | 5      |        |        |        |        |        |
|  | 2            | Todd Woodbridge Mark Woodforde  | 6                              | 7            |              |   |                              |                             |        |        |        |        |        |        |